# Best Songs
『Best Songs』（ベスト・ソングス）は、1995年9月21日にリリースされた、原田真二通算16作目のスタジオ・アルバムである。

## 解説
新録音中心によるセルフカバー・ベスト（新録音が半分以上を占めているので、ここではセルフカバーのスタジオアルバムとして分類）。
13曲中、新録音でリメイクスされたものは、M-1、3、4、5、7、11、13 の7曲。
この後原田は翌1996年、3枚のシングルをリリースして日本コロムビアとの契約を終える。 2005年にはコロムビア時代の曲をまとめたベストアルバムをリリースしている。　

### リメイク曲 ／ オリジナル収録アルバム
- Modern Vision ☆MODERN VISION
- Save Our Soul ☆Save Our Soul
- Woo Lady Stop ☆HUMAN CRISIS
- 愛してかんからりん ☆Single （1984年）
- キャンディ ☆Feel Happy
- 雨のハイウェイ ☆Save Our Soul
- おもちゃばこ ☆Save Our Soul

### 収録Take
- Miracle Love ※Single Ver.
- てぃーんず ぶるーす ※unplugged Ver.
- シャドー・ボクサー ※unplugged Ver.
- タイム・トラベル ※plugged Ver.
- YOU ARE MY ENERGY　※KINDNESS Ver.
- Shining Star ※Make it a Paradise Ver.

## 収録曲
1. Modern Vision　(5:24) ★リメイク・新録音
  - 作詞・作曲・編曲： 原田真二
2. Miracle Love　(5:30)　
  - 作詞・作曲・編曲： 原田真二
3. Save Our Soul　(3:47) ★リメイク・新録音
  - 作詞・作曲・編曲： 原田真二
4. Woo Lady Stop　(5:29) ★リメイク・新録音
  - 作詞・作曲・編曲： 原田真二
5. 愛してかんからりん　(3:37) ★リメイク・新録音
  - 作詞・作曲・編曲： 原田真二
6. てぃーんず ぶるーす　(4:59)
  - 作詞： 松本隆／作曲・編曲： 原田真二
7. キャンディ　(4:07) ★リメイク・新録音
  - 作詞： 松本隆／作曲・編曲： 原田真二
8. シャドー・ボクサー　(5:08)　
  - 作詞： 松本隆／作曲・編曲： 原田真二
9. タイム・トラベル　(4:20)　
  - 作詞： 松本隆／作曲・編曲： 原田真二
10. YOU ARE MY ENERGY　(6:10) ※ English Ver.
  - 作詞・作曲・編曲： 原田真二（英訳詞：Mary Stickels）
11. 雨のハイウェイ　(4:06) ★リメイク・新録音
  - 作詞： 松本隆／作曲・編曲： 原田真二
12. Shining Star　(4:01)　
  - 作詞・作曲・編曲： 原田真二
13. おもちゃばこ　(3:28) ★リメイク・新録音
  - 作詞・作曲・編曲： 原田真二

### MUSICIANS
- Recorded and Mixed by Shinji Harada
- Assistant Engineer ： Akira Suzuki